# Насарено, Джованни
Джованни Энрике Насарено Симистерра (исп. Geovanny Enrique Nazareno Simisterra; родился 17 января 1988 года в Нуэва-Лоха, Эквадор) — эквадорский футболист, защитник «Дельфин» и сборной Эквадора.

## Клубная карьера
Насарено — воспитанник клуба «Барселона» из города Гуаякиль. Из-за высокой конкцренции он не мог дебютировать за команду, но регулярно попадал в заявку на матчи. В 2008 году Джованни на правах аренды перешёл в «Депортиво Кито». В новой команде он получал недостающее игровое время, дебютировал в эквадорской Серии А и помог команде в стать чемпионом страны в своём первом сезоне.
В 2009 году Насарено вернулся в «Барселону». 9 марта в матче против ЛДУ Портевьехо он забил свой первый гол за клуб из Гуаякиль. В 2012 году Джованни во второй раз стал чемпионом Эквадора.
Летом 2015 года он перешёл в мексиканский «Минерос де Сакатекас». 25 июля в матче против «Мериды» Джованни дебютировал в Ассенсо лиге. В начале 2016 года он вернулся родину, подписав контракт с «Эмелеком». 6 февраля в матче против «Универсидад Католика» из Кито он дебютировал за новый клуб.
Насарено не смог выиграть конкуренцию за место в основе и в начале 2017 года перешёл в «Дельфин». 25 февраля в матче против «Универсидад Католика» он дебютировал за новую команду. 2 июля в поединке против ЛДУ Кито Джованни забил свой первый гол за «Дельфин».

## Международная карьера
13 ноября 2008 года в товарищеском матче против сборной Мексики Насарено дебютировал за сборную Эквадора, заменив во втором тайме Луиса Боланьоса.
В 2011 году Джованни принял участие в Кубке Америки. На турнире он был запасным игроком и на поле так и не вышел.

## Достижения
Командные
 «Депортиво Кито»
- Чемпионат Эквадора по футболу — 2008

 «Барселона» Гуаякиль
- Чемпионат Эквадора по футболу — 2012